# Backhaus (Grönwohld)

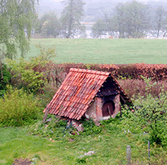
Backhaus Grönwohld – rekonstruiert

Das Backhaus zu einem ehemaligen Köttner-Hauses in Grönwohld im Kreis Stormarn, Schleswig-Holstein, Deutschland wurde im Jahr 1990 wiederhergestellt.

## Lage
Das Backhaus in Grönwohld liegt im Ortsteil Drahtmühle der Gemeinde Grönwohld auf dem Grundstück Drahtmühle 17 unweit des Drahtteichs. Dort stand ein ehemaliges Köttnerhauses in Nachbarschaft zur Amsinckschen Drahtmühle aus dem 17. Jahrhundert. 
Das vorgefundene Backhaus wurde ca. 1930, wohl basierend auf älterer Grundlage, errichtet – und nach fast vollständigem Verfall im Jahr 1990 rekonstruiert. Es wird seit dem Wiederaufbau jährlich von der Dorfgemeinschaft genutzt.

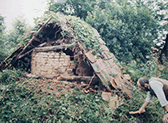
Backhaus Grönwohld – Ruine

## Entwicklung
Das Backhaus gehörte zur Haushaltung des früheren Köttnerhauses aus dem 18./19. Jahrhundert an dieser Stelle. Es diente dazu, in regelmäßigen Abständen auf Vorrat zu backen. Es war absichtlich freistehend und befand sich in 20 m Entfernung zum Wohnhaus, um der Brandgefahr zum ehemaligen Reetdachhaus Rechnung zu tragen.
Die beim Backen entstandene Hitze beanspruchte die Kuppel des Ofens im Laufe der Jahrzehnte so stark, dass sie von Rissen durchzogen und zersprungen war. Dies macht eine Erneuerung in Abständen nötig. Der erneute Wiederaufbau wurde nach ca. 40 Jahren nötig. Das Backhaus wurde nach sorgfältigem Aufmaß fast vollständig abgetragen und konnte damit im 1:1 nach historischer Vorlage und Technik den originalen alten oder ergänzten Materialien wieder aufgebaut werden.